# 遺骨収集事業
遺骨収集事業（いこつしゅうしゅうじぎょう）は、日本の厚生労働省が進める戦没者慰霊事業の一つで、海外諸国に放置されたままになっている第二次世界大戦における戦没者（旧日本軍軍人、軍属、及び民間人）の遺体を捜索し、収容して日本へ送還する事業。
1952年～1957年、主要な旧戦域を船舶でまわり遺骨1万2000柱を収容し、いったんおおむね政府事業として終了し、遺族会などによる独自の活動がつづいた後、旧戦域に多くの遺骨が放置されていると指摘され、1967年に収集事業を再開し、2016年に法律の制定をみた。事業による収集数はあわせて約34万柱、このほかに旧陸海軍の復員や引揚時に約93万2000柱を送還した。

## 概要
1952年（昭和27年）の平和条約（サンフランシスコ講和条約）発効後から南方作戦地域（東南アジア・南太平洋）において開始。
1953年（昭和28年）には日本丸を使用した遺骨収集が行われ、南方八島（南鳥島、サイパン島、テニアン島、グアム島など)から440柱を収集。1955年（昭和30年）3月18日にはガダルカナル島など南太平洋英豪地域から遺骨5889柱が帰還している。旧ソ連抑留者の遺骨についても、ソビエト連邦の崩壊後の1992年（平成4年）から実施された。
厚生労働省によれば、2009年（平成21年）3月現在、第2次世界大戦において海外で戦死した旧日本軍軍人・軍属・民間人約240万人のうち、日本に送還された遺体は約半数の約125万柱となっている。残りの約115万柱については、海没したとされる約30万柱を含め、現在もなお海外に残されたままである。
日本國戦死者遺体収容団、日本遺族会、JYMA日本青年遺骨収集団、空援隊、戦友会である全国ソロモン会や東部ニューギニア戦友・遺族会など、NPOや民間人が日本政府・厚生労働省と協力または独自に捜索・収容活動を続けている。空援隊によるフィリピンでの遺骨収集活動（2006年7月に第一回御遺骨情報調査、2010年11月までで通算40回の調査を終えている）は、平成21年度には、7,740柱（うち1体分は別団体の情報提供によるもの）の遺骨を収集し、日本に帰還させた。
しかし、2009年から4700万円もの税金を投じ委託が始まった「空援隊」の活動に対しては、一部の旧日本兵や遺族サイドから、収集方法が不適切である旨の指摘があった。
また、2010年10月2日のNHK番組放送以降、新聞各紙での報道もあり、厚生労働省は2010年10月、当初予定されていた政府収集団のフィリピン派遣延期を決定し、これら一連の報道に関する事実関係の確認と検証を行った。その結果、NHK番組で報道された内容など空援隊の遺骨収集活動と遺骨盗難事件等とを結びつける事実は確認できなかったという検証結果を発表した。
空援隊の活動について登山家の野口健や麻生政権の下、舛添要一元厚生労働大臣、小池百合子元防衛大臣等の自民党国会議員が中心となり支持を表明していた。
フィリピンでは祖先が守護してくれる信仰があり、墓を暴かれ遺骨を盗掘された人がショックで自殺する等の事件が起きている。被害を受けた人たちがマニラの日本大使館へ抗議や調査するよう求めている。
委託事業で集められた遺骨に、日本人戦没者でないとみられる遺骨が多数確認されたことが日本、フィリピン政府の関係筋の話で明らかになった。両国政府に調査を求めていた被害者への賠償問題が出る可能性が高いという。
厚生労働省の調査によると、2009年度からNPO法人(空援隊)が現地の住民に対価を払い集めさせた遺骨の中に、女性や子供、死後20年程度のものなど明らかに日本人戦没者のものでは無い遺骨が相当数含まれていたことが判明。厚労省も発見現場や発見者の供述などを直接確認しないなど、ずさんな対応であった事も明らかになった。NPO法人への委託が始まった2009年度から、それまで多くても1200柱余りだった収集遺骨数が7740柱に急増し、収集方法を疑問視する声が上がっていた。
2011年10月5日、厚労省は遺骨収集事業の民間団体へ委託の見直しを発表。民間団体への委託を情報調査に限定、フィリピン人へ対価を支払わない事、遺骨を日本へ送還する前に研修を受けた厚労省職員を派遣することなどを決めた。同時に、既に日本に送還され、千鳥ケ淵戦没者墓苑に納められていた遺骨約4000柱を「日本兵以外の骨が混入している可能性がある」として、墓苑から同省内に移動させた。
2016年3月には戦没者遺骨収集を国の責務とし、一層の推進を図ることを目的とした戦没者の遺骨収集の推進に関する法律が成立した。

### ミャンマー
1956年、10人の遺骨収集団がミャンマーを訪問して1321柱を収集。しかし、その後は社会主義政策を強めた政府の意向で遺骨収集の入国は拒否された。1974年11月、田中角栄首相とネ・ウィン大統領の会談を経て1975年から遺骨収集が再開、初年度だけで10717柱を収集したが、1976年には遺骨収集団がカチン独立軍の銃撃を受けて負傷者が出るなど自由に活動できる環境ではなかった。

## DNA鑑定
アメリカのen:Defense_POW/MIA_Accounting_Agency（国防総省捕虜・行方不明者調査局）では戦争での行方不明者約82000人全てを特定し遺族に返すのが目的で、DNAをはじめ様々な方法で特定している。
日本では、2003年度から厚生労働省が、名前入りの遺留品が近くにあった遺骨に限り、遺骨と遺族のDNAを照合して血縁関係を調べる鑑定を始めた。2017年からは遺留品なしの遺骨に対しても沖縄県、硫黄島、タラワ環礁に限定して実施し4柱の身元が特定されたことから、2021年年度からは地域の限定をせずに遺族からの要望に応じて照合を開始することが発表された。

## 関連文献
- 浜井和史『戦没者遺骨収集と戦後日本』吉川弘文館、2020年12月　ISBN 9784642039000